# 음력 12월 22일
음력 12월 22일은 음력 12월의 22번째 날이다.

## 탄생
- 1947년 - 대한민국의 사회운동가 윤한봉.

## 같이 보기
- 음력 360일: 1월 2월 3월 4월 5월 6월 7월 8월 9월 10월 11월 12월
- 전날:12월 21일 다음날:12월 23일 - 전달:11월 22일 다음달:1월 22일
- 양력:12월 22일
- 음력, 윤달